# Fördraget i Dresden (1699)
Fördraget i Dresden slöts 14 september 1699, som förberedelse för stora nordiska kriget. August den starke av Sachsen allierade sig med Fredrik IV av Danmark mot Sveriges Karl XII.